# Mystriosaurus
Mystriosaurus is een geslacht van uitgestorven krokodilachtigen. Het was een mariene piscivoor (viseter) die erg veel op een moderne gaviaal leek.

## Uiterlijke kenmerken
Mystriosaurus leek qua uiterlijk erg veel op een moderne gangesgaviaal. Anders dan de gaviaal had Mystriosaurus geen knobbel op de neus. De tanden leken op spijkers en stonden naar onderen gericht. Mystriosaurus was totaal gebouwd op snelheid en was minder zwaar bepantserd dan moderne krokodilachtigen. Mystriosaurus had enkel twee rijen osteodermen over de rug lopen. Hij werd ongeveer drie meter lang.

## Levenswijze
Mystrosaurus was een snelle viseter die misschien ook aas of kleinere zeereptielen at. Net als moderne krokodillen had Mystriosaurus nog poten waarmee hij op het land kon gaan om daar op te warmen of als het moest zelfs jagen op kleine dieren. De kaken van Mystriosaurus waren te dun om grote prooien als dinosauriërs te vangen. De kaken zouden dan kunnen breken. Bovendien waren de tanden klein en puntig en hadden weinig houvast op grote prooien omdat ze geschikt waren voor het vangen van vissen.

## Ecologie
Mystriosaurus leefde in het Europa van het Vroeg-Jura naast andere mariene reptielen als Plesiosaurus, Ichthyosaurus en Stenopterygius en haaien als Hybodus. Mystriosaurus joeg op vissen als Dapedium. Boven deze zeedieren vlogen pterosauriërs als Dorygnathus en Campylognathoides.

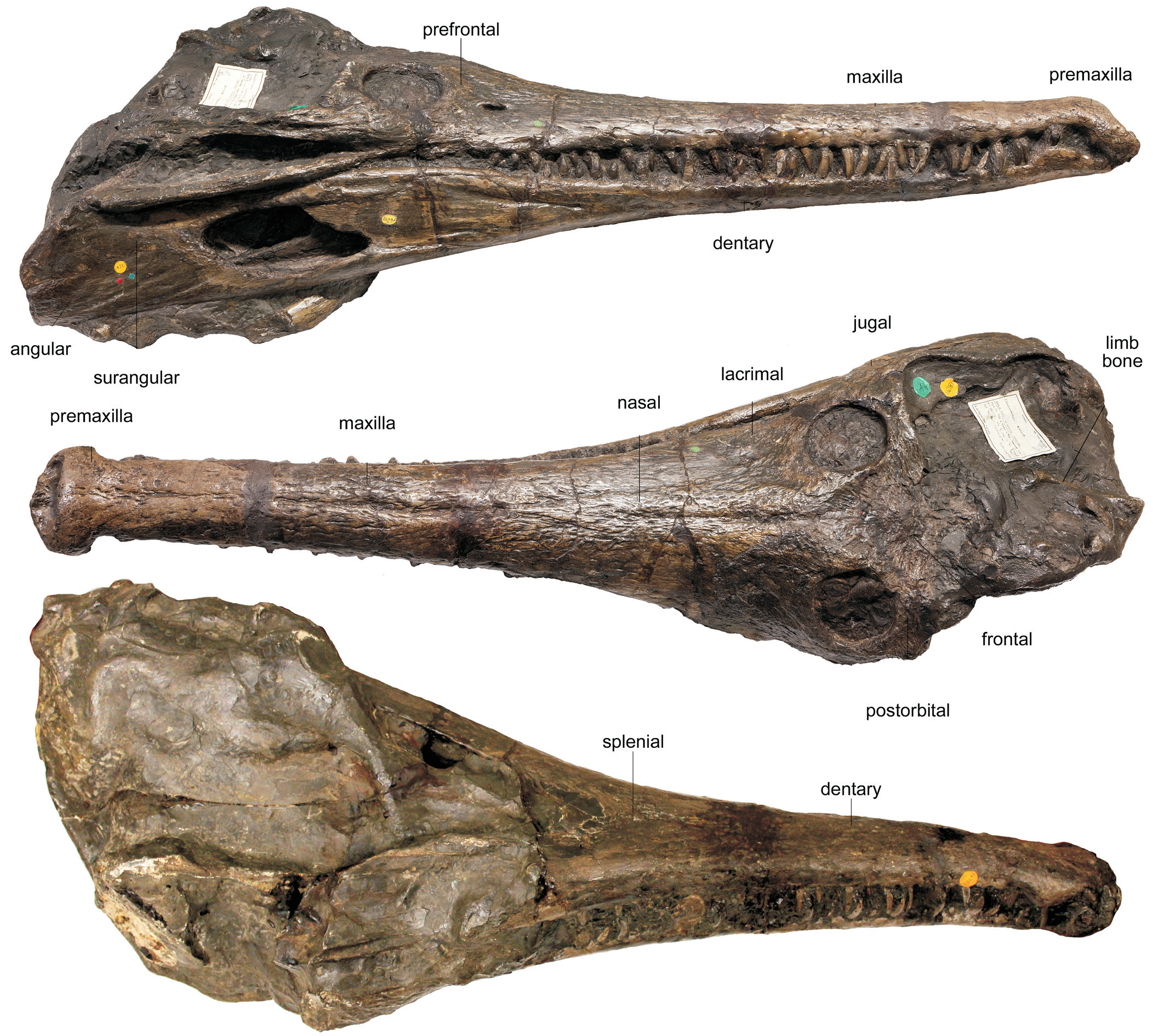
Fossiel van Mystriosaurus laurillardi, holotype van Steneosaurus brevior.
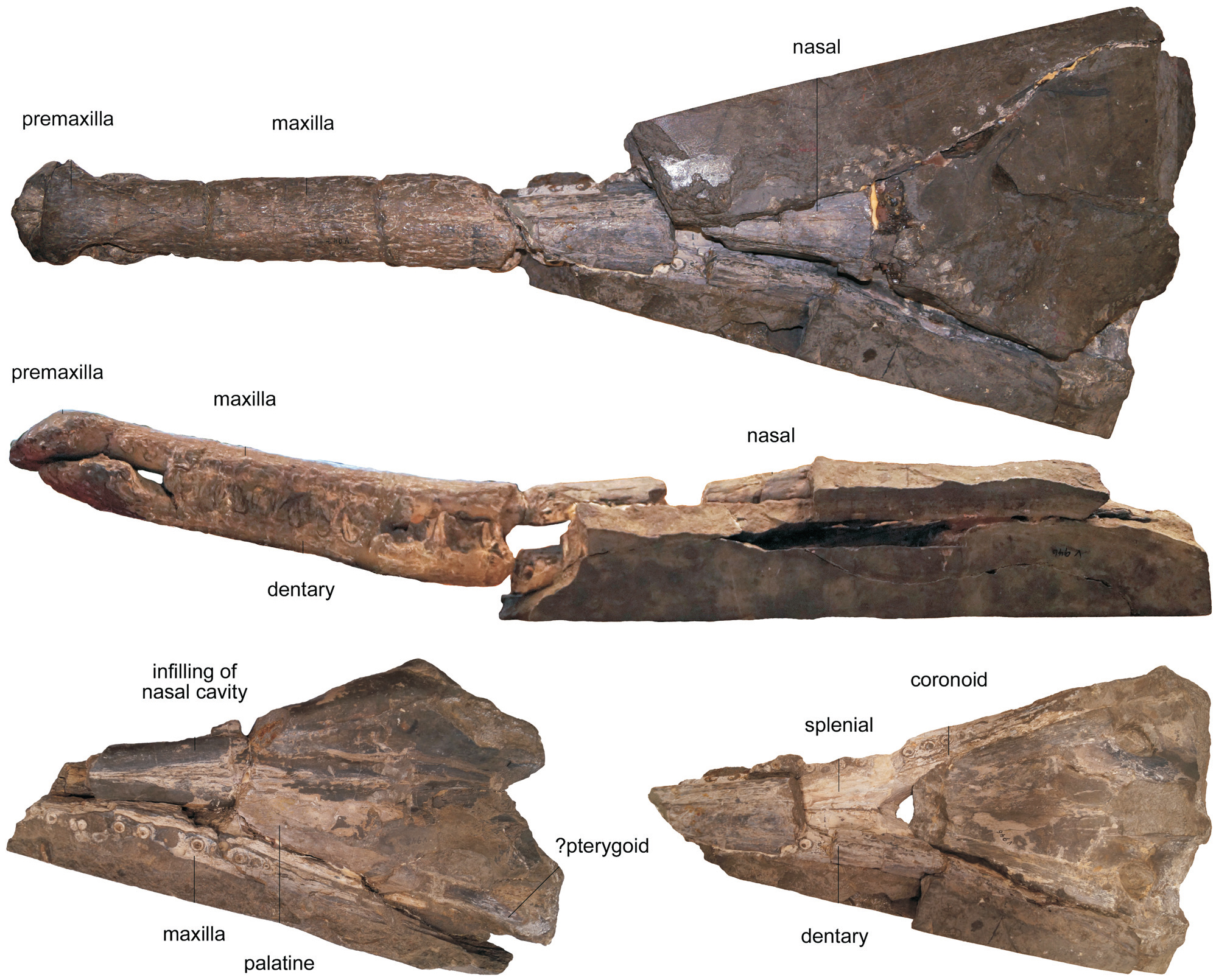
Holotype van Mystriosaurus laurillardi.